# Dendrobium palawense
Dendrobium palawense är en orkidéart som beskrevs av Rudolf Schlechter. Dendrobium palawense ingår i släktet Dendrobium, och familjen orkidéer. Inga underarter finns listade i Catalogue of Life.